# Dragestil

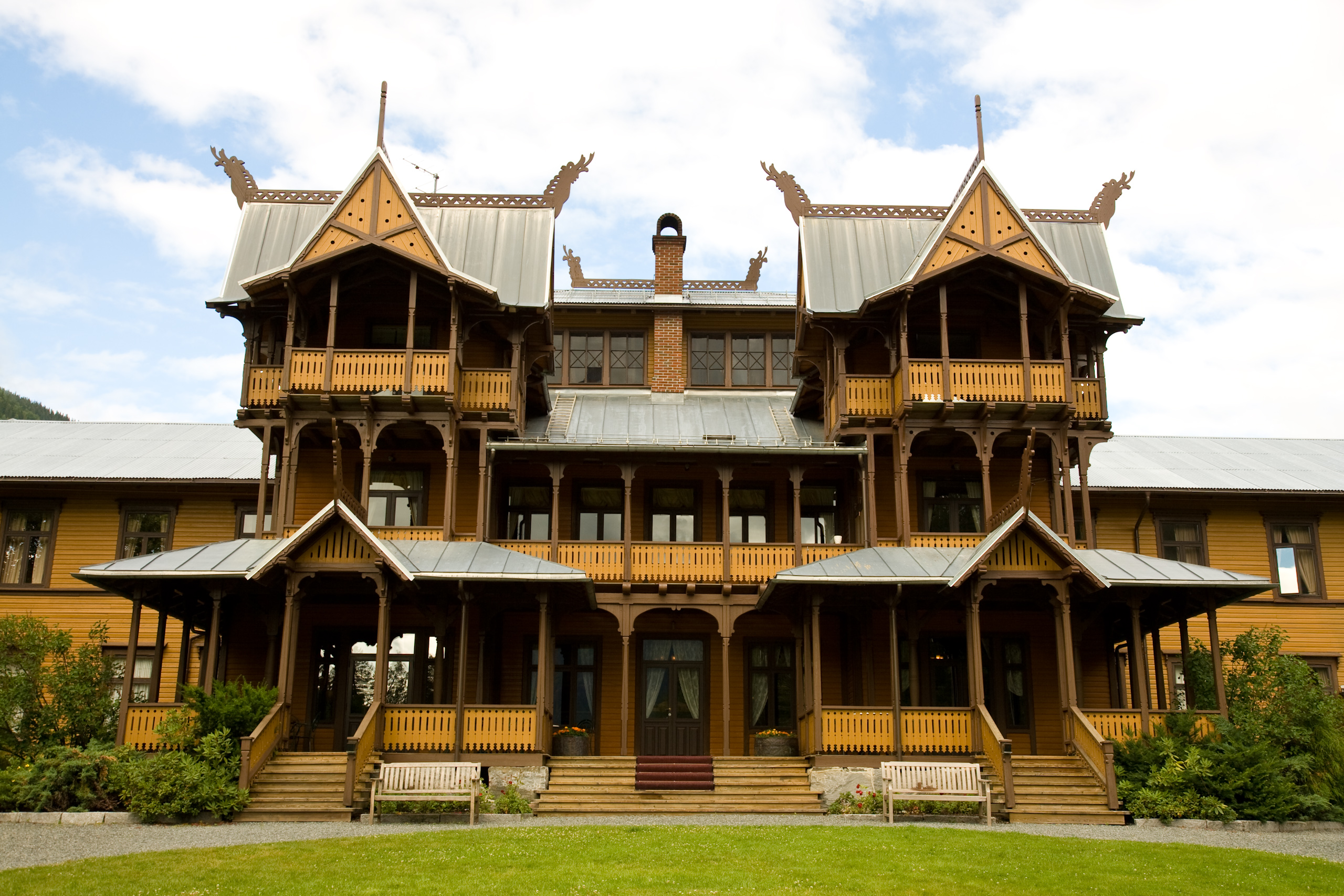
Hotel Dalen en Kviteseid

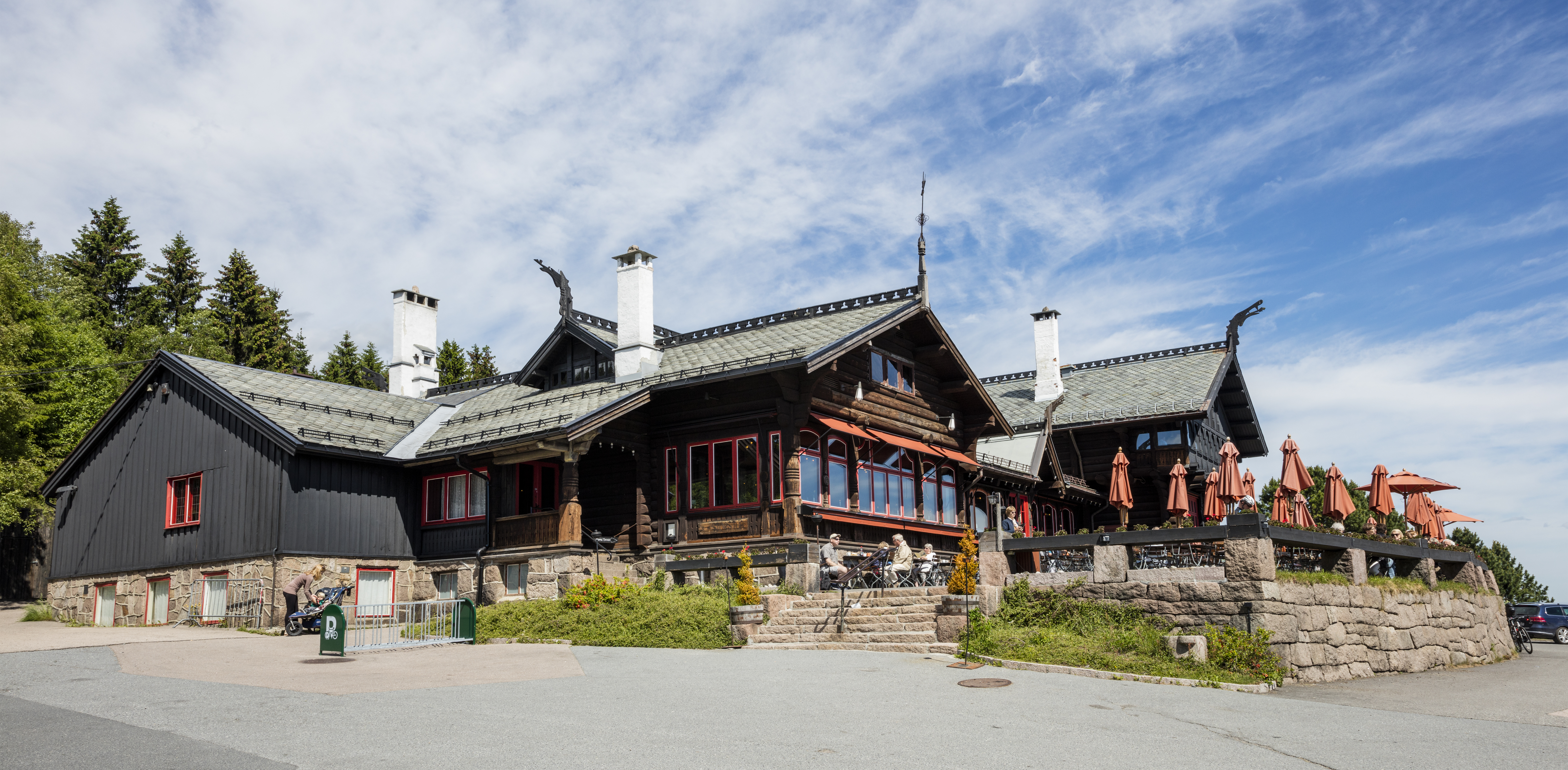
Restaurante Frognerseteren

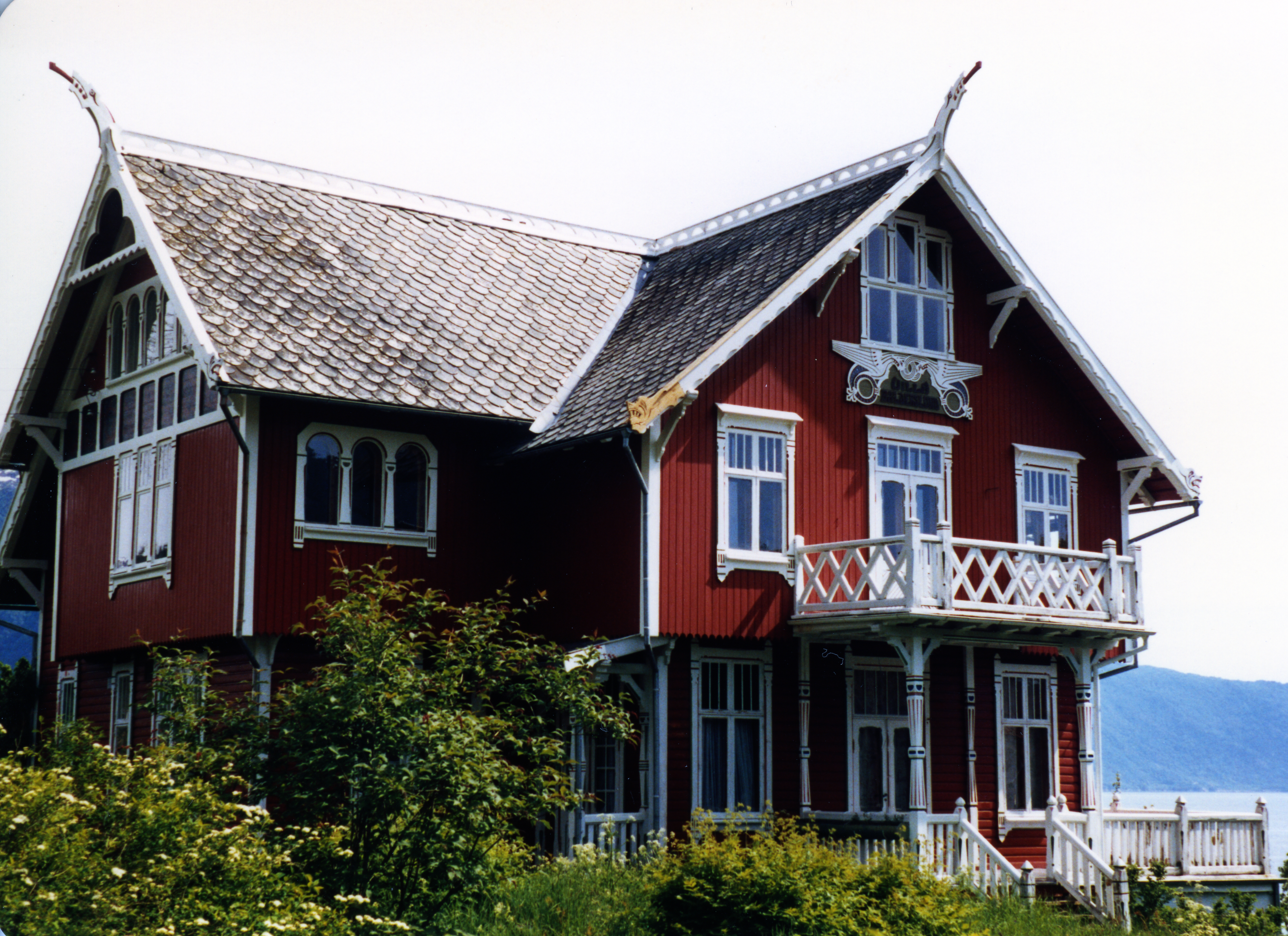
Villa Balderslund en Balestrand (levantada en 1907)

Dragestil ("Estilo Dragón") es un estilo de diseño y arquitectura originado en Noruega y ampliamente utilizado principalmente entre 1880 y 1910. Es una variante del más extenso estilo romántico nacionalista y una expresión del nacionalismo romántico.

## Historia
Las fuentes más importantes de inspiración para el Dragestil son el arte vikingo y  la arquitectura y el arte medieval de Escandinavia. Tiene raíces en los Stavkirke y las reliquias históricas como las encontradas en barcos en Tune, Gokstad y Oseberg.
Representa a menudo motivos nórdicos, como serpientes y dragones, por ello su nombre. Los arquitectos noruegos más importantes son Holm Hansen Munthe y Balthazar Lange.

## Características
- Paredes de madera, a menudo con interiores barnizados.
- Decoración en forma de cabezas de dragón
- A menudo techos empinados y cornisas grandes